# Procecidochares anthracina
Procecidochares anthracina är en tvåvingeart som först beskrevs av Doane 1899.  Procecidochares anthracina ingår i släktet Procecidochares och familjen borrflugor. Inga underarter finns listade i Catalogue of Life.